# Stephen Kipkorir
Stephen Kipkorir, född den 24 oktober 1970, död den 8 februari 2008, var en kenyansk friidrottare som tävlade i medeldistanslöpning.
Kipkorir gjorde sin första friidrottstävling i mars 1996 och fem månader senare deltog han vid olympiska sommarspelen 1996 där han blev bronsmedaljör på 1 500 meter. Han deltog i sin sista tävling 2001, varefter han blev soldat. 
Han avled 2008 i en bilolycka.

## Personliga rekord
- 1 500 meter - 3.31,87